# アーロン・アヴシャロモフ
アーロン・アヴシャロモフ（Aaron Avshalomov、1894年11月11日 - 1965年4月26日）は、ユダヤ系ロシア人の作曲家。中国で活躍した。
シベリアのニコラエフスク・ナ・アムーレに生まれ、スイスに留学しチューリッヒ音楽院で作曲を学ぶ。1917年のロシア革命で中国を経てアメリカに亡命。しかし北京に戻り、そこで民謡の収集にいそしみ、中国の伝統音楽と西洋音楽との融合を図る。1932年には活動の場を上海に移し、上海交響楽団の指揮を行うなどしている。第二次世界大戦終結後の1947年にアメリカに移住し、1949年には交響曲第2番がセルゲイ・クーセヴィツキーに取り上げられている。
息子のジェイコブ・アヴシャロモフも作曲家、指揮者。

## 主な作品

### 歌劇
- 歌劇「観音」

### 管弦楽曲
- 交響曲第1番
- 交響曲第2番
- 4つの聖書の場面
- ヴァイオリン協奏曲
- フルート協奏曲
- ピアノ協奏曲
- 交響詩「北平胡同」
- バレエ「琴心波光」
- 4つのタナフの絵